# مذابح لفيف (1941)
مذابح لفيف هي المذابح المتتالية ( بوغروم ) لليهود في يونيو ويوليو من عام 1941 في مدينة لفيف في شرق بولندا / غرب أوكرانيا (الآن لفيف، أوكرانيا). ارتكبت المجازر من قبل القوميين الأوكرانيين (تنظيم القوميين الأوكرانيين على وجه التحديد، )، فرق الموت الألمانية، والحشود المحلية من 30 يونيو إلى 2 يوليو، ومن 25 إلى 29 يوليو، خلال الغزو الألماني للاتحاد السوفياتي. قتل الآلاف من اليهود في المذابح وفي عمليات القتل أينزاتسغروبن.
استهدف القوميون الأوكرانيون اليهود في المذبحة الأولى بحجة أنهم مسئولون عن مذابح سجناء المفوضية الشعبية للشؤون الداخلية في لفيف، والتي خلفت وراءها الآلاف من الجثث في ثلاثة سجون في لفيف. المذابح اللاحقة وجهها الألمان في سياق المحرقة في أوروبا الشرقية. تم تجاهل المذابح أو التعتيم عليها في الذاكرة التاريخية الأوكرانية، بدءًا من أعمال تنظيم القوميين الأوكرانيين لتطهير أو مسح سجلها الخاص بالعنف المعادي لليهود. حتى عام 2014، لم يكن هناك نصب تذكاري في لفيف لإحياء ذكرى ضحايا المذابح.

## خلفية
كانت لفيف (البولندية: Lwów) مدينة متعددة الثقافات قبل الحرب العالمية مباشرة، بلغ عدد سكانها 312,231. يشكل 157,490 من البولنديين العرقيين في المدينة أكثر بقليل من 50 في المائة، مع اليهود بنسبة 32 في المائة (99,595) والأوكرانيين بنسبة 16 في المائة (49,747).  في 28 سبتمبر 1939، بعد الغزو السوفييتي الألماني المشترك، وقع الاتحاد السوفييتي وألمانيا معاهدة الحدود الألمانية السوفييتية، والتي خصصت حوالي 200000 كم 2 (77000   مربع   ميل) من الأراضي البولندية يسكنها 13.5 مليون شخص من جميع الجنسيات في الاتحاد السوفياتي. ثم تم ضم لفيف إلى الاتحاد السوفياتي. 
وفقًا لسجلات الشرطة السرية السوفيتية ( NKVD )، قُتل ما يقرب من 9000 سجين في جمهورية أوكرانيا الاشتراكية السوفياتية في مذابح سجناء NKVD، بعد بدء الغزو الألماني للاتحاد السوفييتي في 22 يونيو 1941.  بسبب الارتباك أثناء التراجع السوفييتي السريع والسجلات غير المكتملة، من المرجح أن يكون رقم الضحايا ناقصل. وفقًا لتقديرات المؤرخين المعاصرين، ربما كان عدد الضحايا في غرب أوكرانيا بين 10000 و40000.  حسب الإثنية، شكل الأوكرانيون ما يقرب من 70 في المائة من الضحايا، بينما بلغت نسبة البولنديين 20 في المائة. 